# 奈纳纳贾特
奈纳纳贾特（Nainana Jat），是印度北方邦Agra县的一个城镇。总人口9650（2001年）。

## 人口
该地2001年总人口9650人，其中男性5211人，女性4439人；0—6岁人口2216人，其中男1198人，女1018人；识字率37.51%，其中男性为47.28%，女性为26.04%。